# ヨースケコースケ
ヨースケコースケは、シンガーソングライターのサカノウエヨースケと俳優の米原幸佑で結成された、日本の男性アコースティックデュオ。

## メンバー
- ヨースケ - サカノウエヨースケ（1981年3月16日 - 、兵庫県出身）
- コースケ - 米原幸佑（よねはら こうすけ、1986年3月13日 - 、大阪府出身）

## 概略
サカノウエヨースケと米原幸佑（RUN&GUN）は、かつて同じ吉本興業音楽部門に所属し、浅倉大介プロデュースで同じプロジェクト（GARDEN）のメンバー、そして同じアンティノスレコードのレーベルメイツだった。その後、レコード会社が消滅するなど活動の場は離れたものの、互いのライブ会場に顔を出すなど交流は続いていた。
米原本人も公言している通り、サカノウエの影響を受けて米原が楽曲制作をするようになるなど、2人は兄弟的な関係である。
2013年12月、サカノウエヨースケ主催イベント「サカフェス」年越しライブで米原幸佑をゲストに招き、初共演を果たしたことをきっかけに、2014年2月ユニット企画が水面下で動き出す。
米原が温めてきたメロディと歌詞に、サカノウエが歌詞を追加し音源化。ヨースケコースケのテーマソングともいうべき楽曲『BRING THE BEAT』が完成し、この1曲のみを引っ提げて同年5月「ヨースケ・コースケアコースティックぶらり旅」と名付けたツアーを決行。サカノウエヨースケ、米原幸佑、DJ4401の3人のみでまわるアコースティックスタイルで関西・関東の3公演、バックにSPIRAL SPIDERSを据えたバンドスタイルで関東1公演の全4公演のツアーを回る。
ぶらり旅ツアーチケット完売後、原宿アストロホールでのぶらり旅ツアーDX!開催を発表。また、MUSIC for LIFEからの外部依頼でのライブ出演など活動を広げ、2015年1月にヨースケコースケ名義でのデビューアルバム発売が決定。
2015年1月28日、デビュー1stアルバム『IT'S MY WORLD』を発売し、2月5日 - 4月12日まで東名阪のタワーレコード5か所でアルバム発売記念ミニライブ、特典お渡し&サイン会を開催。
同年3月には、2人の誕生日が共に3月であることから「ヨースケコースケ生誕祭」と題して3月21日東京・新宿MARZ、3月28日大坂・心斎橋Music Club JANUSで、サイリューム付きのライブを開催。書き下ろしの新曲『恋のルンルンバルーン』を披露。4月1日からウィルコム沖縄（Y!mobile）のCMソングに起用され、初のタイアップとなった。
なお、アルバム「IT'S MY WORLD」発売日、米原の呼びかけにより「ヨースケコースケ」TwitterHOTワード企画が行われ、よもやTOP10入りしないだろうと考えていたサカノウエが「ホットワード入ったら全裸にギターで生誕祭「靴屋のじっちゃん」弾き語ります」と宣言するも、開始約40分で見事TOP10入りを果たす。しかしこの公約は曲にそぐわないという理由で、替わりに書き下ろしの新曲『恋のルンルンバルーン』を披露するに至っている。
同年3月24日、米原のツイートからヨースケコースケの略称が「スケスケ（米原母命名）」に。生誕祭LIVE大阪公演から、ファンのことを「スケスケBoys&Girls」と呼ぶようになる。
同年4月12日、1stアルバム『IT'S MY WORLD』リリースイベント最終日タワーレコード新宿店にて、8月にワンマンライブ開催と秋にシングルリリースの情報を発表。一部MC中、解禁情報の拡散のために写真撮影可能な場面もあった。
同年4月27日、待望の「ヨースケ・コースケ アコースティックぶらり旅ツアーvol.2」開催決定。6月3日からの公演で、ヨースケコースケとしては、京都、浜松は初上陸。名古屋はインストアイベントを除き、初ライブとなった。なお、名古屋公演のMCにて「vol.2は名古屋公演が最初に決まり、それに合わせて他の公演地が決まって行った」と話している。
同年4月30日「人狼処刑ゲーム序章（仮）」制作発表と同時に、主題歌を担当することとタイトルが『SIGN』であることも発表された。のちに公式タイトル「キリング・カリキュラム 人狼処刑ゲーム 序章」が決定した際には、ヨースケが音楽監督を務めていることも発表された。ぶらり旅vol.2のMCで2人は「2人で初めて制作した曲『BRING THE BEAT』が生まれた時と同じ喜びがある曲だ」「主演をコースケ、主題歌をヨースケコースケ、劇中の音楽をヨースケでできたらいいという夢を語っていた」と話している。
同年5月18日、米原母が「Y!mobile沖縄 新イメージガール 崎原カリサCM『恋のルンルンバルーン♡』」を踊ってみた動画をコースケに送ったことを発端に、本人達が遊び心で踊ってみたバージョンを制作。『【ヨースケコースケ】恋のルンルンバルーン♡ 踊ってみた』動画を公開し、1日足らずで1000回再生を超える。

## 来歴

### 2013年
- 12月20日 - ニコニコチャンネル「ニコ&RUN」第6回「生&RUN（コウスケの回）」にサカノウエヨースケ、ゲスト出演。
- 12月31日 - 第9回「サカフェストーキョー・年忘れホッとするカウントダウンLIVEっ!!」[2]で、主催のサカノウエヨースケが米原幸佑をゲストに招き、初共演を果たす。

### 2014年
- 2月16日 - サカノウエ&米原でヨースケコースケの企画打ち合わせ。
- 4月2日 - 「ヨースケ・コースケ アコースティックぶらり旅 ツアー」[3]（尼崎、中目黒、渋谷）開催発表。
- 4月9日 - 「ヨースケ・コースケ アコースティックぶらり旅 ツアー」[4]追加公演（梅田）発表。
- 5月12日 - ヨースケコースケツアーグッズ（Tシャツ2種、トートバッグ2種）公開。
- 5月23日 - 6月1日 - 初ライブツアー「ヨースケ・コースケ アコースティックぶらり旅ツアー」開催。
- 5月23日&24日 - 「ヨースケ・コースケ アコースティックぶらり旅ツアーDX!」開催の発表。
- 5月23日&24日 - 『BRING THE BEAT』初披露。
- 6月13日 - ニコニコチャンネル「ニコ&RUN」第28回「生&RUN（コウスケの回）」にサカノウエヨースケ、ゲスト出演。
- 8月6日 - 米原よりTwitterハッシュタグ「[#ヨースケコースケぶらり旅]」発信。リハーサルや楽曲制作の裏側などつぶやき始める。
- 9月7日 - 「ヨースケ・コースケ アコースティックぶらり旅ツアーDX!」[5]開催。
- 9月7日 - ヨースケコースケでのアルバムリリース決定の発表。
- 9月7日 - 『流星コードワーク』『SPIDER』初披露。
- 9月9日 - ニコニコチャンネル「ニコ＆RUN」第39回「生&RUN（コウスケの回）」にサカノウエヨースケ、ゲスト出演。
- 10月19日 - ぶらり旅ツアーをきっかけに、MUSIC for LIFEからヨースケコースケでの依頼を受け「MUSIC for LIFE SCHOOL @IID世田谷ものづくり学校」に出演。
- 10月19日 - 『バイシテル』初披露。同時にライブに参加したお客さんから歌詞を採用し、コーラスの公開レコーディングを行う。
- 12月2日 - 「米原幸佑ワンマンlive2014君想フ」にサカノウエヨースケのゲスト出演決定。
- 12月4日 - ファン考案で米原よりTwitterハッシュタグ「#あなたの街にもヨースケコースケ」発信。アルバムインストアでまわる地域の参考に声を集める。
- 12月15日 - 「米原幸佑ワンマンlive2014君想フ」にて『ワタシがいなくちゃ』初披露。[6]
- 12月15日 - 「ヨースケコースケ生誕祭LIVE」開催の発表。
- 12月24日 - 「IT'S MY WORLD」ジャケット&MV撮影。
- 12月25日 - ヨースケコースケデビューアルバム「IT'S MY WORLD」発売日発表。オフィシャルサイトオープン。
- 12月25日 - 米原よりTwitterハッシュタグ「#ヨースケコースケメモ」発信。歌詞や楽曲裏話をつぶやき始める。
- 12月25日 - サカノウエヨースケ「CHRISTMAS LIVE BEST!!」にて『靴屋のじっちゃん』初披露。

### 2015年
- 1月21日 - 公式サイトにて『BRING THE BEAT』（アルバム「IT'S MY WORLD」より）ミュージック・ビデオ公開[7]
- 1月28日 - 1stアルバム「IT'S MY WORLD」発売。
- 2月5日 - 「IT' S MY WORLD」発売記念　ミニライブ、特典お渡し&サイン会（横浜）開催。
- 2月7日 - 「IT' S MY WORLD」発売記念　ミニライブ、特典お渡し&サイン会（千葉）開催。
- 2月11日 - 「IT' S MY WORLD」発売記念　ミニライブ、特典お渡し&サイン会（名古屋）開催。
- 2月11日 - 「IT' S MY WORLD」発売記念　ミニライブ、特典お渡し&サイン会（大阪）開催。
- 3月21日 - 「ヨースケコースケ生誕祭LIVE」新宿MARZ開催。新曲『恋のルンルンバルーン＆#9825;』初披露。グッズ「IT'S MY WORLD」マフラータオル販売開始。
- 3月22日 - 「TOKYO TOWER TV」第1部にてライブ出演。同時にUstream配信される。

- 3月28日 - 「ヨースケコースケ生誕祭LIVE」心斎橋Music Club JANUS開催。
- 4月1日〜 - 書き下ろし新曲『恋のルンルンバルーン♡』がウィルコム沖縄（Y!mobile）のCMソングに起用される。初のタイアップ曲。
- 4月12日 - 「IT' S MY WORLD」発売記念　ミニライブ、特典お渡し&サイン会（東京）開催。 8月ワンマンライブと秋のシングルリリース情報解禁。
- 4月27日 - 「ヨースケ・コースケ アコースティックぶらり旅ツアーvol.2」（京都、名古屋、浜松、（渋谷））開催発表。
- 4月30日 - 「人狼処刑ゲーム序章（仮）」（のちの公式タイトル「キリング・カリキュラム 人狼処刑ゲーム 序章」）の主演を米原幸佑、主題歌をヨースケコースケが担当すること、タイトルが「SIGN」であることが発表される。
- 5月18日 - 「ヨースケ・コースケ アコースティックぶらり旅ツアーvol.2」追加公演（尼崎）発表。
- 5月18日 - YouTubeにて『【ヨースケコースケ】恋のルンルンバルーン♡ 踊ってみた』[8]動画公開。
- 6月3日 - 6日 - ライブツアー「ヨースケ・コースケ アコースティックぶらり旅ツアーvol.2」開催。
- 6月3日 - 6日 - 新グッズ・撮り下ろしPhotoBook「ヨースケコースケ ぶらり旅〜2015・夏〜」「ヨースケコースケ ぶらり旅「恋のルンルンバルーン♡編」」、ヨースケコースケロゴ入りTシャツ販売開始。
- 6月3日 - 『恋のルンルンバルーン♡』2番歌詞完成版と新曲『SIGN』オケ版&アコースティック版、共に初披露。
- 6月6日 - ぶらり旅vol.2(浜松)アンコールにて『SIGN』アンプラグドで演奏。
- 6月6日 - 「ヨースケコースケ ワンマン感謝祭」開催の公式発表（※ライブMCでは既に発表済）
- 6月6日 - 「キリング・カリキュラム 人狼処刑ゲーム 序章」の音楽監督をヨースケが担当したことを発表。
- 6月11日 - 「ヨースケコース ワンマンライブ前夜祭」開催決定。
- 6月15日 - ヨースケコースケオフィシャルTwitterアカウント（@yosuke_kosuke）運営開始。

## ディスコグラフィ
ソロについてはサカノウエヨースケ、米原幸佑の項目を参照のこと

### シングル
|     | 発売日        | タイトル        | 楽曲制作                                                                   | 最高位 |
| --- | ------------- | --------------- | -------------------------------------------------------------------------- | ------ |
| 1st | 2015年10月7日 | オールトの雲.ep | 作詞：ヨースケコースケ 作曲：サカノウエヨースケ 編曲：サカノウエヨースケ   | 90位   |
| 2nd | 2016年1月1日  | 超イイぜっ!!    | 作詞：サカノウエヨースケ 作曲：サカノウエヨースケ 編曲：サカノウエヨースケ | 67位   |
| 3rd | 2016年7月6日  | 全速力          | 作詞：サカノウエヨースケ 作曲：サカノウエヨースケ 編曲：サカノウエヨースケ | 135位  |
|     | 2016年7月6日  | 爽快サマー      |                                                                            |        |

### 配信限定シングル
| 発売日         | タイトル                                    | レーベル   |
| -------------- | ------------------------------------------- | ---------- |
| 2018年3月3日   | ベストマザー                                | YK FACTORY |
| 2020年8月19日  | ラフレシア / 好き。だとか                   | YK FACTORY |
| 2020年10月21日 | HIDE AND SEEK / AB型の男〜KOSUKE SOLO MIX〜 | YK FACTORY |
| 2020年12月23日 | 65億の流れ星                                | YK FACTORY |
| 2023年5月27日  | Tonight to the heaven                       | YK FACTORY |

## ライブ
2014年
- ヨースケ・コースケ アコースティックぶらり旅 ツアー
  - 5月23日　兵庫／尼崎 LIVE SHOT BLANTON (40名限定)
  - 5月24日　大阪／梅田 MOMBO CAFE (100名限定) ※追加公演
  - 5月30日　東京／中目黒 oops (40名限定)
  - 6月1日 　東京／渋谷 LOOP annex (100名限定) ＜飛び入りゲスト：井出卓也＞
- ヨースケ・コースケ アコースティックぶらり旅ツアーDX!
  - 9月7日　東京／原宿 ASTRO HALL
- MUSIC for LIFE SCHOOL @IID世田谷ものづくり学校
  - 10月19日　東京／IID世田谷ものづくり学校
- 米原幸佑 ワンマンlive2014 君想フ
  - 12月15日　東京／青山 月見ル君想フ ※ゲスト出演：サカノウエヨースケ

2015年
- ヨースケコースケ「IT' S MY WORLD」発売記念　ミニライブ、特典お渡し&サイン会[9]
  - 2月5日　タワーレコード横浜ビブレ店 イベントスペース
  - 2月7日　タワーレコード津田沼店 店内イベントスペース
  - 2月11日　タワーレコード名古屋近鉄パッセ店 イベントスペース
  - 2月11日　タワーレコード難波店5F イベントスペース
  - 4月12日　タワーレコード新宿店7F イベントスペース
- ヨースケコースケ生誕祭LIVE[1]
  - 3月21日　東京／新宿MARZ　＜ゲスト：井出卓也＞
  - 3月28日　大阪／心斎橋Music Club JANUS
- ヨースケ・コースケ アコースティックぶらり旅ツアー Vol.2
  - 6月3日　兵庫／尼崎 LIVE SHOT BLANTON ※追加公演
  - 6月4日　京都／京都SOLE CAFÉ
  - 6月5日　名古屋／名古屋CAFÉ DUFI
  - 6月6日　静岡／浜松Esquerita68
- Acoustic Triangle　vol.4 ※対バン…生熊耕治（cune）／arrival art（Acoustic) 
  - 6月7日　東京／渋谷ソングラインズ 昼の部・夜の部
- YATSUI FESTIVAL! 2015
  - 6月20日　東京／渋谷7th floor 13：00〜出演
- ヨースケコースケ「ワンマンライブ前夜祭」
  - 7月31日　東京／下北沢 風知空知
- ヨースケコースケワンマン感謝祭
  - 8月9日　東京／新宿MARZ
- 音霊 OTODAMA SEA STUDIO
  - 8月13日　神奈川／鎌倉 音霊OTODAMA SEA STUDIO (由比ガ浜海岸)

2016年
- 音霊 OTODAMA SEA STUDIO 2016「そうだ!海に行こう!!」
  - 7月12日　神奈川／由比ガ浜OTODAMA SEA STUDIO

2017年
- shima fes SETOUCHI 2017 ～百年つづく、海の上の音楽祭。～
  - 8月27日　香川／見上げれば空ステージ at 小豆島ふるさと村
- ヨースケコースケpresents 「JAM vol ∞ ～forever ASTRO HALL～」
  - 12月29日　東京／原宿ASTRO HALL

2018年
- YKフェス2018 spring
  - 3月3日　東京／代官山UNIT

2019年
- OTODAMA SEA STUDIO 2019「ADACHI HOUSE夏祭りフェス2019～海だよ!全員集合!!～」
  - 7月29日　神奈川／三浦海岸OTODAMA SEA STUDIO

## 出演

### WEB
- 「ニコ&RUN」（ニコニコチャンネル）[10]
  - 第6回「生&RUN（コウスケの回）」ゲスト：サカノウエヨースケ（2013年12月20日）
  - 第28回「生&RUN（コウスケの回）」ゲスト：サカノウエヨースケ（2014年6月13日）
  - 第39回「生&RUN（米原幸佑）」ゲスト：サカノウエヨースケ（2014年9月9日）
  - 第57回「生&RUN（米原幸佑）」ゲスト：サカノウエヨースケ（2015年1月27日）
  - 第66回「生&RUN（米原幸佑）」ゲスト：サカノウエヨースケ（2015年4月1日）
- 「名塚佳織のかもさん學園」（インターネットラジオステーション・音泉／第298回（2015年1月19日 - 2月1日配信））
- 古坂大魔王のカツアゲ![11]（アメーバスタジオ、ニコニコ生放送/#172（2015年3月17日））
- TOKYO TOWER TV[12]（Ustream配信／東京タワー大展望台1階Club333特設ステージ/2015年3月22日）

### ラジオ
- 「FRIDAY ON LINE〜FIVE COLORS RADIO〜」-「IT'S MY WORLD」リリースコメント（FM徳島／2015年2月27日）
- 「モーニングディライトPart2」-「IT'S MY WORLD」リリースコメント（南海放送ラジオ／2015年3月5日）
- 「T-Joint」-「IT'S MY WORLD」リリースコメント（FM徳島／2015年3月5日）
- 「ODAIBA RAINBOW STATION」[13]-ウィークリーパーソナリティ（TMF系列 CS放送 SPACE DiVA 126ch 全国コミュニティーFM生放送／2015年3月6日）
- 「江刺伯洋のおかげサンデー」-「IT'S MY WORLD」リリースコメント（南海放送ラジオ／2015年3月8日）
- 「宮崎ユウのラジオに帰ろう!」「IT'S MY WORLD」リリースコメント（南海放送ラジオ／2015年3月14日）
- 「MOTTO!!」内「ヨースケコースケのIT'S MY WORLD」（南海放送ラジオ／2015年10月-）